# Haflong
Haflong (en asamés: হাফলং ) es una localidad de la India, centro administrativo del distrito de Dima Hasao, estado de Assam.

## Geografía
Se encuentra a una altitud de 720 m s. n. m. a 420 km de la capital estatal, Dispur, en la zona horaria UTC +5:30.

## Demografía
Según estimación 2010 contaba con una población de 46 395 habitantes.